# Claude de Tubières de Grimoard
Claude Abraham de Tubières de Grimoard de Pestel de Lévis, I duque de Caylus (c. 1675 - 1759) fue un líder militar de origen francés que sirvió durante 35 años al servicio del Reino de España.

## Biografía
Nacido en Auvernia, era el tercer hijo de Henry de Tubières de Grimoard de Pstels de Levís (1637-1679), marqués de Caylus, señor de Branzac y conde de Pesteils, y de Claude Fabart, hija de Abraham II de Fabert, un mariscal del Reino de Francia. En 1705 se casó con Manuela de Villacís y de la Cueva, (1681 - 1719), hija del IV conde de Peñaflor de Argamasilla.
Ingresó en el ejército francés como coronel de los Dragones del Languedoc, pero tras su boda con la hija del conde de Peñaflor entró en el ejército español como teniente general en 1707. Después de la Guerra de Sucesión Española fue nombrado gobernador militar de Extremadura, gobernador militar de Zaragoza en 1718, gobernador militar de Galicia en 1726, y capitán general de Valencia y capitán general de los ejércitos reales en 1734. En 1716 fue nombrado caballero de la Orden del Toisón de Oro.
En 1742, después de servir durante 35 años los intereses de España, recibió el título de duque de Caylus y de Grande de España por el rey Felipe V de España.